# Finalmente sì
Finalmente sì è un film italiano del 1943 diretto da László Kish. A causa della guerra, ottenne il visto censura soltanto nel dicembre 1944 e venne presentato in pubblico l'anno seguente.

## Trama
Il giovane figlio di un conte di provincia si innamora di una fanciulla che non vuol saperne di lui. Quando viene a sapere che si è recata in città prende alloggio da tre zie che lo mettono in contatto con il bel mondo cercando per quanto possibile di affinare le sue maniere alquanto rozze. Esse cercano di farlo sposare con la figlia di un salumiere arricchito e in cerca di un blasone. A malincuore il giovane conte accetta ma, durante un violento temporale, rintraccia la fanciulla amata che, nel frattempo, s'è resa conto di essersi innamorata anche lei.

## Commento
Il film venne iscritto al Pubblico registro cinematografico con il n. 447. Presentato alla Commissione di revisione cinematografica l'11 dicembre 1944, ottenne il visto censura n. 16 del 27 dicembre 1944, con una lunghezza di 2.251 metri. A Roma uscì nel marzo 1945, a Torino nell'agosto 1945 e a Milano nel settembre 1945. Durante la lavorazione era stato preannunciato con il titolo di Felicità sotto la pioggia. La direzione artistica è di Raffaello Pacini e l'aiuto regista è Giorgio Cristallini.